# Der Königsweg (Roman)
Der Königsweg (La Voie royale) ist ein frühexistenzialistischer Roman von André Malraux aus dem Jahr 1930. Er handelt von zwei nonkonformistischen Abenteurern, die sich in den kambodschanischen Dschungel, auf den „Königsweg“ nach Angkor begeben, u. a. mit dem Ziel, Basreliefs aus Tempeln zu stehlen.

## Handlung
Die Handlung spielt am Anfang des 20. Jahrhunderts, zu Beginn des Buchs in einem Bordell und auf dem Schiff zwischen Marseille und Indochina, dann hauptsächlich in Kambodscha, Laos, Siam, und ihre Hauptfiguren sind der jugendlich-abenteuerlustige Claude Vannec und der alte, erfahrene Abenteurer Perken, ein deutschstämmiger Däne. Sie verbindet ihre Zugehörigkeit zum Schlag der Nonkonformisten und sie wollen zusammentun, um ihre eigenen Ziele zu erreichen: die halb archäologisch, halb finanziell begründete Reise auf dem Königsweg und die Suche nach dem verschollenen Abenteurer Grabot.
Es gelingt ihnen, Reliefs zu stehlen. Die Abenteurer werden jedoch von ihrem Führer verlassen und sind dem Dschungel und seinen Gefahren ausgeliefert. Da sie im von der Regierung kontrollierten Gebiet deren Widrigkeiten befürchten, entscheiden sie sich für den Weg durch das ununterworfene Gebiet der Moïs, das aber auch reich an Gefahren ist. Es ist aber auch das Gebiet, in dem sie Grabot vermuten.
Die Reisenden haben mit lebensfeindlicher Vegetation (Sümpfe, Rieseninsekten usw.) und Fallen zu kämpfen. Sie paktieren mit den Stiengs, aber als sie den von ihnen versklavten Grabot unter menschenunwürdigen Bedingungen und in schlechtem Zustand finden, ist der Pakt in Frage gestellt. Ihre Fluchtchancen sind klein, es überwiegt die Wahrscheinlichkeit, dabei zu sterben, oder in schreckliche Gefangenschaft zu geraten. Mit viel Mut und Geistesgegenwart gelingt es Perken, sie aus der Situation hinauszuretten. Dabei verletzt er sich aber an einer Lanze.
Eine eiternde Gelenkentzündung (zu einer Zeit vor den Antibiotika, an einem Ort ohne sterile Amputationsmöglichkeit) verurteilt den alten Abenteurer zum Tod unter grässlichen Schmerzen.

## Aufbau und Stil
Die Herausforderung liegt nicht nur oberflächlich im Überleben des gefahrenreichen Urwalds, sondern auch in einer metaphysischen Reflexion über den Menschen und seine Bestimmung. Laut dem Klappentext der DTV-Taschenbuchausgabe führt die „abenteuerliche Expedition“ in ein „packendes inneres Drama“.
Die Geschichte ist in der 3. Person im Präteritum gehalten und – wie für Abenteuerromane üblich – linear aufgebaut. Als Symbol für die geregelte Welt, die Claude zu zivilisiert ist, kann die Eisenbahn gesehen werden. Drei Motive sind erkennbar: Der Erotismus, der Tod, das Abenteuer/Nonkonformismus.
Die von Malraux beschriebene Welt ist absurd, es gibt keine Erklärung für den unerfreulichen Buchschluss. Die Existenz einer höheren Sinnhaftigkeit wird verneint (aucune pensée divine, aucune récompense future, rien ne pouvait justifier la fin d'une existence humaine).